# 패싱 (젠더)
패싱(passing)이란 어떤 사람의 외적 모습이 사회에서 자신이 생각하는 성으로 자연스럽게 받아들여지는 것이다.
헤어스타일이나 옷처럼 겉으로 드러나는 것에서부터 그 성별에 적합하다고 여겨지는 행동거지에 이르기까지 다양한 것이 패싱의 수단이 될 수 있다. 트랜스여성과 트랜스남성을 포함한 트랜스젠더, 제3의 성, 젠더퀴어, 크로스드레서 등이 패싱과 관련이 깊은 경우가 많다.

## 같이 보기
- 클로짓
- 의태
- 소수자 스트레스
- 성 차별